# どろろんぱっ!
『どろろんぱっ!』とは、室山まゆみによる日本の漫画作品。小学館『ぴょんぴょん』に連載された。てんとう虫コミックスのレーベルより全5巻。また、それを原作としたテレビアニメ。

## ストーリー
大福寺あんこが両親とともに新居に引っ越してくると、そこには100年間浮遊霊をやっている小野小町がいた。あんこたちは小町を追い出そうとするも、小町は壁を抜けてしまうことができるためうまくいかない。
さらに、大天使ミカエルの部下、アンジーが小町を成仏させるため現れる。アンジーは小町を天国へ連れて行こうとするが、「小町はあんこの子に転生することが決まっている」と教えたことがふたりの反感を買って失敗し、アンジーは小町を捕えるべく、あんこの祖父であり、僧侶である藻奈寛から幽霊に触ることができるようになる法力の籠もった数珠をもらうため、彼のもとに住み込むことになる。
あんこ、小町、アンジーは立場を超えて友情を深めていくが、ミカエルが小町を諦めたためアンジーが呼び戻され、あんこも中学に入って小町と遊ぶ暇がなくなり、小野匡という男子と恋をするなど、大人になっていく。我が身が子どものままであることを顧みた小町は、あんこの母に「次に会うときはおばさまの孫」と言い残し、この世の名残に世界一周旅行に出る。
一方アンジーは、ミカエルから「1999年7月に恐怖の大王が現れ地球が滅びるため、別の惑星に引っ越す」と告げられる。アンジーが「友達のあんこと小町を最後まで見届けたい」と拒否すると、これは実はテストであり、アンジーの昇格が決まる。しかし、恐怖の大王が現れること自体は事実であるという。
小町が世界一周を終えて天国にやってくると、アンジーが小町を急いで転生させる。小町との再会を望むあんこは匡と18で結婚しており、出産が迫っていたのだった。
アンジーはせっかく小町が転生しても、その時期が恐怖の大王の到来とかちあってしまうことを危惧し、その割には世界が滅亡する兆候がないため、恐怖の大王の正体をミカエルに質すと、ミカエルはダイナマイトを発明したノーベルを引き合いに出し、「恐怖の大王とは核兵器を超えるなにかをつくりだす者であり、訪れるのではなく生まれる」と言う。
あんこは小町と名付けた娘に、「放っておくとどうなるかはわかっている」「100年間もがんばっていたくらい根性だけはある」として、将来大発明をするような偉い博士になれるように、と英才教育を施すのだった。

## キャラクター
小野 小町（おの こまち）（声：白石冬美）
主人公。100年前に死んで成仏しないままあんこの家に居候しているおばけ。心霊学上では浮遊霊に属する。お気楽かつ脳天気な性格（つまり間抜けな性格）でどこか憎めない。幽霊としては、一応壁抜けやラップ音、ポルターガイスト現象を起こす事が出来るが、どれも大した事が無いので「のーなしおばけ」と呼ばれる。明治時代の生まれであり、手先は器用で料理も上手い。弱点はあんこの数珠や藻奈寛のお札。劇中ではあんこ、アンジーと共に「三バカトリオ」と呼ばれている。原作では自分とは違って時と共に成長し変わっていくあんこの姿に寂しさを感じ、彼女が中学生の時に世界中を回ってから成仏することを決心し家を出て行った。そして、あんこが子どもを産む直前というギリギリのタイミングで成仏した。1999年にあんこの娘に生まれ変わり、恐怖の大王に成長する事を運命付けられる。
なお、彼女とあんこは『あさりちゃん』内でも33巻の「あさりっぱっ!」でゲスト出演している。
大福寺 あんこ（だいふくじ あんこ）（声：渕崎ゆり子）
小学校6年生でとても頭の良い女の子。引っ越した家で小町と出会う。最初は小町を追い出そうとするが、結局友達になり、「三バカトリオ」の一角を担う事になる。小町とは切っても切れない縁が運命付けられている。頭は良い優等生だが、不器用なのが玉に瑕で、ちょうちょ結びが出来ない。小町曰く「性格ブス」。また気が強くよく小町と喧嘩している。実体の無い幽霊を殴れる法力入りの数珠を持っており、たびたび小町を「おジュズ責め」にしているが、頻繁に小町の危機を救ってもいる。小町以外の幽霊は基本的に苦手。原作では、中学生から徐々に顔立ちが変化し、高校三年生の時には、作者から「どーしてこれがこーなるのっ」とつっこまれるほどの美人になった。ラストで中学の部活で知り合った先輩の小野と18歳で結婚、娘「小町」を出産し、幽霊の小町の二の舞にならぬよう英才教育を施すようになる。
大福寺 藻奈寛（だいふくじ もなかん）（声：茶風林）
あんこの祖父でダンゴの父。大福寺の住職。強い法力を持つ偉い坊さんで、孫のあんこの誕生日プレゼントに法力のこもった数珠を贈っている。アンジーの人間界での師匠でもある。最初は小町と敵対していたが後に和解、孫思いの優しいお祖父ちゃん。妻は美加枝（みかえ）という名でダンゴ（あんこの父）が幼い頃に亡くしている。
あんこの数珠を作ったり、堕天使化したアンジーを念仏で元に戻したり、優秀な法力僧として様々な場面で非常に頼りがいのある活躍を見せる。使う念仏は（原作では）「南無阿弥陀仏」。
御使 安爺（みつかい アンジー）（声：林玉緒）
大天使ミカエルに仕える、人間界で死んだ者を霊界に連れて行くのを主な仕事とする下級天使の一人で小町の担当者。頼りなく少し頭が悪く、なおかつ担当である小町を百年も捕まえることができないために「のーなし天使」と呼ばれている、「三バカトリオ」の一人。しぶとくこの世に居座る小町を連れて行く為、あんこと同じ数珠を貰おうと、藻奈寛の寺で小坊主になり修行に明け暮れている。気弱で大人しそうに見えるが藻奈寛をクソジジィ呼ばわりするなど腹黒な面も多い、また怒る（嫉妬、妬み、絶望などの黒い感情にとらわれて羽と装束が黒くなり、堕天使化する）と、とんでもない力を発揮する事が出来る。「人の不幸は蜜の味」と笑いながら言うなど、性格は悪く、とても天使らしいとは言えない。上司のミカエルのことが大好きで、いつか出世してミカエルと同じ大天使になる事が夢。
原作の最後では「恐怖の大王」の登場と「人間界の最後」を予言し、地球を見捨てようとするミカエルに、あんこと小町との思い出と絆を大事にしたい思いから抵抗し、一人でも天国に残る事を願う。そして、その優しい心根をミカエルに認められ、正式に上級天使に昇格した。
大天使ミカエル（声：塩沢兼人）
アンジーの上司で、とても美形。アンジーの片思いの相手。天使たちの最高位である大天使の地位にあり、主に霊の成仏や魂の転生などの仕事を統括している。100年も浮遊霊をやっている小町を成仏させようとしているが、部下のアンジーの能無し振りに頭を抱えている。大福寺藻奈寛曰く「亡くなった奥様に瓜二つ」。真面目で固い性格だが、暇をもてあまして人間界へ内密でやって来た時には通貨の概念を知らずタダ食いをしている。
大天使ガブリエル
ミカエルの親友、派手なパーマ頭が特徴の美形。妖魔退治の専門家で魔界との門を守護する大天使である。原作では、一時期アンジーの上司になった。ミカエルと違い大雑把且つ軽い性格で、仕事をサボってアンジーに助力を求めた事もある。捕まえた妖魔をコレクションしている。また、ミカエルには一方的に親友以上の感情を抱いており、アンジーはセラフィナから「勝ち目のない恋敵」だと言われている。
大福寺 チヨコ（だいふくじ チヨコ）（声：佐々木るん）
あんこの母親。原作では、世界一周に旅立った小町を見送り、その際「今度会う時には、おばさまの孫よ」と言われたため、学生結婚をするか迷うあんこに、「結婚して！まごに会いたい！」と結婚をせかした。その後、孫娘に天使の人形（アンジーがモデル）を作って与えている。
大福寺 ダンゴ（だいふくじ ダンゴ）（声：田原アルノ）
あんこの父親。職業会社員。
セラフィナ（声：速見圭）
アンジーの同僚。下級天使の中では一番成績優秀な天使である。性格がきつく、天使の高等技を使い小町を成仏させようとするが、あんことのタッグにより失敗に終わる。
山田（やまだ）（声：阪口あや）
あんこの親友。アニメでの名前は「まゆみ」。家に起こる心霊現象に悩んでいたが、小町の協力で解決してもらう。しかしその後も魂が封じられた絵を持っていたり、他の霊に取り憑かれるなど、事あるごとにおばけに縁がある厄介な性分である。原作での登場は第3話からだが、1話の時点ですでに伏線が張られていた。
小野 匡（おの ただし）
大人になったあんこの夫、小説家である。中学時代、文芸部の部長を務めており、入部したあんことつきあう事になる。二十歳で新人賞を取り、小説家としてデビューした事をきっかけにあんこと結婚する。すでに娘を知っているそぶりの妻や義母を不思議がっている。
- サオリ（声：高島雅羅）
- イリーナ（声：松岡洋子）
- 桃姫（声：佐々木優子）
- 桔梗丸（声：柏倉つとむ）
- おひなさま（声：佐々木るん）
- 死神（声：佐々木優子）
- ドロボー（声：辻谷耕史）

### アニメオリジナルキャラクター
- 信子先生（声：冬馬由美）
- タカシ（声：津久井教生）
- 円馬（声：巻島直樹）
- ハジメ（声：中原茂）
- ケンイチ（声：山崎たくみ）
- まゆみの守護霊（声：堀川亮）
- 疫病神（声：山口勝平）
- 貧乏神（声：難波圭一）
- 魔界の使者（声：堀川亮）

## 外伝作

### 『あさりっぱ!』
『あさりちゃん』33巻に収録。いわゆる、クロスオーバー作品。同作者作品である『あさりちゃん』の浜野あさりと浜野タタミが登場。この作品で、あんことタタミは県下学力テストで一点差のライバル同士だったと語られる。

#### あらすじ
3学期直前、冬休みも終わろうかというある日。あんこがタチの悪い風邪をひいた。
頭の良いあんこは冬休みの宿題をなめてかかり、まだ全部を済ませていない状態にあった。しかし、見栄っ張りのあんこは「優等生のあたしが宿題を忘れるなんて、できるはずがない！」と無茶を言い放つ。
最初は小町に宿題をやらせようとするも失敗。クラスメートに助けを請うのは論外。そして、あんこは小町に「この間の実力テストであたしよりも頭のいい子がいたから、その子に宿題をやってもらうように頼んで」と更なる無茶を言った。
その子の名前は浜野タタミ。お数珠締めが怖い小町は、泣く泣くタタミのもとへ向かう。

### 『あさりVS.どろろんぱっ!』
『ぴょんぴょん』で連載された企画作品。『あさりっぱ!』と同様、タイトルどおりのクロスオーバー作品。
『あさりちゃん』と『どろろんぱっ!』の主人公たちが毎回1つの種目を競うが、毎回毎回いつの間にやら脱線し、わけのわからない騒動へと発展していく事になる。
てんとう虫コミックススペシャル『室山まゆみ傑作選 第1巻』として単独で単行本化されているが、現時点では絶版。
ISBN 9784091491213

## テレビアニメ版
1991年4月8日から9月27日までテレビ朝日にて放送された。放送時間は月曜日から金曜日の18時50分から19時00分。株式会社三貴（ファニィ名義）の一社提供。
前番組の『ガタピシ』同様アニメと実写を混ざった2パートで構成されている。ローカルセールス枠であったため、多くの地域では放送されなかった。実写コーナーの番組ナビゲーターは浅香唯が担った。
1992年1月26日から4月5日にかけて再放送が行われ、4月5日の最終日には本放送時に未放送であった第115話「小町の親孝行」が放送されている（「小町の親孝行」を第112話、以下1話ずつ繰り下げとする資料もある）。

### スタッフ
- 監督 - やすみ哲夫
- キャラクターデザイン・総作画監督 - 小川博司
- 脚本 - やすみ哲夫、桜井正明、高山広子、岸間信明、中弘子、松下幹夫、久保田美智代、旭享子、ささきひろゆき、山口祐司
- 絵コンテ・演出 - やすみ哲夫、小川博司、ささきひろゆき、武藤裕治、山口祐司、牛草健、竹内大三、岩根雅明、則座誠、大西克美、なかじまちゅうじ、山畑祐隆、矢吹勉、古宇田文男、大地丙太郎、林一哉、図武六歌、西村純二 他
- 作画監督 - 小川博司、宮崎なぎさ、畑良子、大関紀子、和泉絹子、候魁 他
- 美術監督 - 西川淳一郎
- 撮影監督 - 伊藤修一
- 録音監督 - 小林克良
- 色彩設計 - 酒井美晴
- 背景 - スタジオユニ
- 撮影 - 旭プロダクション
- 編集 - 岡安編集室
- 文芸 - 滝原弥生
- 録音 - APUスタジオ
- 音楽 - 勝又隆一
- 広報 - 森田兆基（テレビ朝日）
- 整音 - 内山敬章
- 効果 - 新井秀徳
- タイトル - 道川昭
- 制作協力 - 上田真一郎（プロジェクトチーム・サラ）
- 制作デスク - 神村篤
- 制作事務 - 大神田富美
- 現像 - 東京現像所
- プロデューサー - 小泉美明（テレビ朝日）、加藤良雄（シンエイ動画）
- 制作 - テレビ朝日、シンエイ動画

### 主題歌
オープニングテーマ「CREAM SODA・MELON SODA」
歌 - GO-BANG'S
作詞・作曲 - 森若香織 / 編曲 - GO-BANG'S、KING-GANG'S 
- アルバム「SAMANTHA」収録曲

### 各話リスト
| 話数 | サブタイトル                | 放映日        |
| ---- | --------------------------- | ------------- |
| 1    | 美少女おばけ小野小町?       | 1991年 4月8日 |
| 2    | おばけ対おばけ              | 4月9日        |
| 3    | 小町vs藻奈寛和尚            | 4月11日       |
| 4    | 見習い天使アンジー          | 4月12日       |
| 5    | あんこの子供が小町?         | 4月15日       |
| 6    | どろぼうエンジェル          | 4月16日       |
| 7    | 狙われたあんこ!?            | 4月17日       |
| 8    | 夜の学校はこわ〜い          | 4月18日       |
| 9    | 眠れない夜のこわ〜イお話    | 4月19日       |
| 10   | セラフィナ登場              | 4月22日       |
| 11   | 人の恋路をジャマする者は…?  | 4月23日       |
| 12   | 小町の将来は!?              | 4月24日       |
| 13   | ミカエル様のダイヤ          | 4月25日       |
| 14   | 恋する人形の怪              | 4月26日       |
| 15   | 恐怖の早朝ジョギング        | 4月29日       |
| 16   | 相合傘にハート印            | 4月30日       |
| 17   | 守護霊様に、会いたい        | 5月1日        |
| 18   | 取りついた美少年            | 5月2日        |
| 19   | 昇天ホイホイ                | 5月3日        |
| 20   | 漬け物石なんかこわくない    | 5月7日        |
| 21   | 小町は吸血鬼!?              | 5月8日        |
| 22   | 百年前のひみつ              | 5月9日        |
| 23   | おジュズをうばえ            | 5月10日       |
| 24   | 小町のお母さま!?            | 5月13日       |
| 25   | 小町とママのきずな          | 5月14日       |
| 26   | 五年一組、信子先生          | 5月15日       |
| 27   | こんにちは、ドロボーさん    | 5月16日       |
| 28   | お掃除キライ!               | 5月17日       |
| 29   | 小町に何が起こったか!?      | 5月20日       |
| 30   | 先生のペットになりたい      | 5月21日       |
| 31   | 美少年には気をつけろ!       | 5月23日       |
| 32   | あぶないラブレター          | 5月24日       |
| 33   | 変身アンジー                | 5月27日       |
| 34   | 迷路の土産                  | 5月29日       |
| 35   | メロメロ藻奈寛              | 5月30日       |
| 36   | 百年目の恋                  | 5月31日       |
| 37   | ただいま電話中              | 6月3日        |
| 38   | ミカエル様にあいたい        | 6月4日        |
| 39   | キモノのタタリ              | 6月5日        |
| 40   | とんでも初恋                | 6月6日        |
| 41   | なんでも一番                | 6月7日        |
| 42   | 愛のあわせ鏡                | 6月10日       |
| 43   | 養子になりたい              | 6月11日       |
| 44   | 藻奈寛ガマンする            | 6月12日       |
| 45   | ぶりっ子姉妹                | 6月13日       |
| 46   | ミカエル様のラッパ          | 6月17日       |
| 47   | 愛の㊙大作戦                | 6月18日       |
| 48   | 午前六時の怪                | 6月20日       |
| 49   | 小町、立ち入り禁止!         | 6月21日       |
| 50   | 天国へ道づれ                | 6月24日       |
| 51   | ステキなパパ                | 6月25日       |
| 52   | さがしものでケンカ!         | 6月26日       |
| 53   | 小町の占い師                | 6月27日       |
| 54   | 鉛筆で神だのみ              | 6月28日       |
| 55   | 小町の自画像                | 7月1日        |
| 56   | 身代わりはおまかせ          | 7月2日        |
| 57   | おばけになりたい!           | 7月3日        |
| 58   | あんこのひみつ…?!           | 7月5日        |
| 59   | あんこのさかあがり          | 7月8日        |
| 60   | 図々しいにもほどがある      | 7月9日        |
| 61   | あんこのスケッチ            | 7月10日       |
| 62   | ブローチにご用心            | 7月11日       |
| 63   | 似たものどうし              | 7月12日       |
| 64   | 小町のヒーじいちゃん        | 7月15日       |
| 65   | きもだめし3人娘             | 7月16日       |
| 66   | 失恋ボロボロ                | 7月17日       |
| 67   | バーゲン必勝法              | 7月18日       |
| 68   | 遅刻だ!かけろ!              | 7月19日       |
| 69   | 私のラブレター              | 7月22日       |
| 70   | お菓子禁止令                | 7月24日       |
| 71   | 恋のカレーマッチ            | 7月25日       |
| 72   | 赤毛のあんこ                | 7月26日       |
| 73   | 仮病はこわい!?              | 7月30日       |
| 74   | ひっこしは小町におまかせ    | 8月1日        |
| 75   | アンジーの新体操            | 8月2日        |
| 76   | おばけ貸します              | 8月5日        |
| 77   | 小町、先生になる            | 8月6日        |
| 78   | ピョンピョンはキューピット? | 8月7日        |
| 79   | お願い!パパ                 | 8月8日        |
| 80   | 先生のお手伝い              | 8月9日        |
| 81   | 信子先生の結婚              | 8月12日       |
| 82   | 藻奈寛のお見合い            | 8月13日       |
| 83   | のーなし天使アンジー        | 8月14日       |
| 84   | やって来たつるおばば        | 8月15日       |
| 85   | 小町とあんこ                | 8月16日       |
| 86   | おしゃれメガネ              | 8月19日       |
| 87   | 盆踊り恋騒動                | 8月20日       |
| 88   | ゾーキンのゆううつ          | 8月21日       |
| 89   | 蚊とり天使                  | 8月22日       |
| 90   | 小町のおもちゃ箱            | 8月23日       |
| 91   | あこがれのタカシくん        | 8月26日       |
| 92   | 小町のアルバイト            | 8月27日       |
| 93   | テストはつらいよ            | 8月28日       |
| 94   | しあわせの白い羽根          | 8月29日       |
| 95   | あんこのピンチ              | 8月30日       |
| 96   | 小町のなみだ                | 9月2日        |
| 97   | 愛のテニスボール            | 9月4日        |
| 98   | 小町をおだてろ              | 9月5日        |
| 99   | 鏡の中のわたし              | 9月6日        |
| 100  | 飛べなくなったアンジー      | 9月9日        |
| 101  | ピカピカ修業                | 9月10日       |
| 102  | おばけ売ります              | 9月11日       |
| 103  | 天使のようなあんこ?!        | 9月12日       |
| 104  | 夢であいましょう            | 9月13日       |
| 105  | 歌って歌って大パーティー    | 9月16日       |
| 106  | 対決!小町vsブッシー         | 9月17日       |
| 107  | びっくり、しゃっくり        | 9月18日       |
| 108  | あんこの寿命                | 9月19日       |
| 109  | 運命の赤い糸                | 9月20日       |
| 110  | ミカエル様の恋人            | 9月23日       |
| 111  | どうにも止まらない!         | 9月24日       |
| 112  | ステキな未来                | 9月25日       |
| 113  | 天使のフツーの一日          | 9月26日       |
| 114  | 貸しますあんこの体          | 9月27日       |
| 115  | 小町の親孝行                | 1992年 4月5日 |

## 原作とアニメの相違点
- あんこは原作では成績優秀だが、アニメではテストの点数が20点だったり、先生が家庭訪問で「勉強をもう少し…」と吐露するなど、凡才として描かれている。
- 原作ではあんこのクラスは6年2組となっているが、アニメでは5年1組となっている。
- あんこの友達は原作では「山田さん」と呼ばれているが、アニメでは「まゆみ」と呼ばれている。
- 原作では「お化けは物を食べない」として小町の食事描写は存在しないが、アニメではお菓子を貪り食っているシーンがある。